# Oedematopoda
Oedematopoda is een geslacht van vlinders van de familie Stathmopodidae.

## Soorten
- O. beijingana Yang, 1977
- O. bicoloricornis Strand, 1913
- O. butalistis Strand, 1922
- O. clerodendronella Stainton, 1859
- O. cypris Meyrick, 1905
- O. flammifera Meyrick, 1915
- O. ignipicta Butler, 1881
- O. illucens (Meyrick, 1914)
- O. leechi Walsingham, 1889
- O. nohirai Matsumura, 1931
- O. princeps Zeller, 1852
- O. pyromyia Meyrick, 1929
- O. semirubra Meyrick, 1936
- O. venusta Meyrick, 1913